# Liste lateinischer Phrasen/M

## Magister

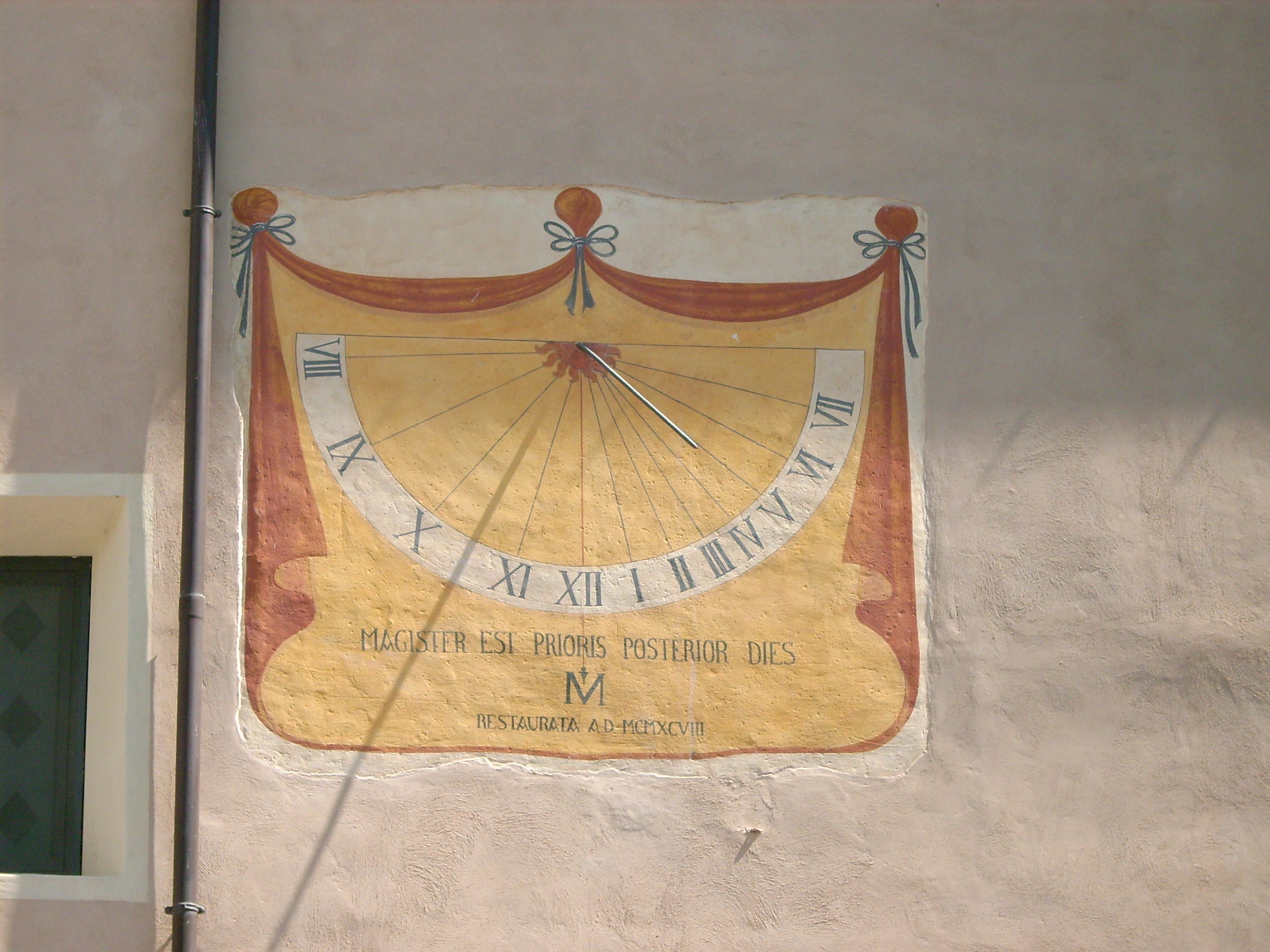
Sonnenuhr in Ligurien mit der Aufschrift: Magister est prioris posterior dies.

Magister alius casus.
„Ein anderer Lehrer ist der Zufall.“
Unkorrekt zitiert aus Plinius der Ältere, Naturalis historia 17,24, wo es heißt:
„Casus magister alius et paene numerosior.“ („Der Zufall ist ein anderer und fast häufigerer Lehrer,“ gemeint: … als die Natur).
Magister artium liberalium (M. A.)
„Lehrer der freien Künste“ – Im Mittelalter waren Magisterium und Doktorat noch gleichrangig und unterschieden sich nur nach den Disziplinen. Die freien Künste („Septem artes liberales“) sind ein in der Antike entstandener Kanon von sieben Studienfächern, die nach römischer Vorstellung die „einem freien Mann“ ziemende Bildung darstellten. Im mittelalterlichen Lehrwesen galten sie als Voraussetzung für die höheren wissenschaftlichen Studienfächer Theologie, Jurisprudenz und Medizin.
Magister Legum Europae
„Lehrer des europäischen Rechts“ – Ein europäischer Magisterabschluss, der den zunehmenden Auswirkungen der europäischen Integration auf die Rechtswissenschaften Rechnung trägt.
Magister est prioris posterior dies.
„Der folgende Tag ist der Lehrer des vorigen.“ – Spruch auf einer Sonnenuhr in Ligurien.
Bei Publilius Syrus (Sentenzen D 1) lautet der Spruch jedoch: „Discipulus est prioris posterior dies“ („Der folgende Tag ist der Schüler des vorigen“).

## Magistra/Magistrum
Magistra vitae philosophia.
„Lehrmeisterin des Lebens ist die Philosophie.“
Magistrum memet ipsum habeo.
„Ich habe mich selbst zum Lehrer.“

## Magna

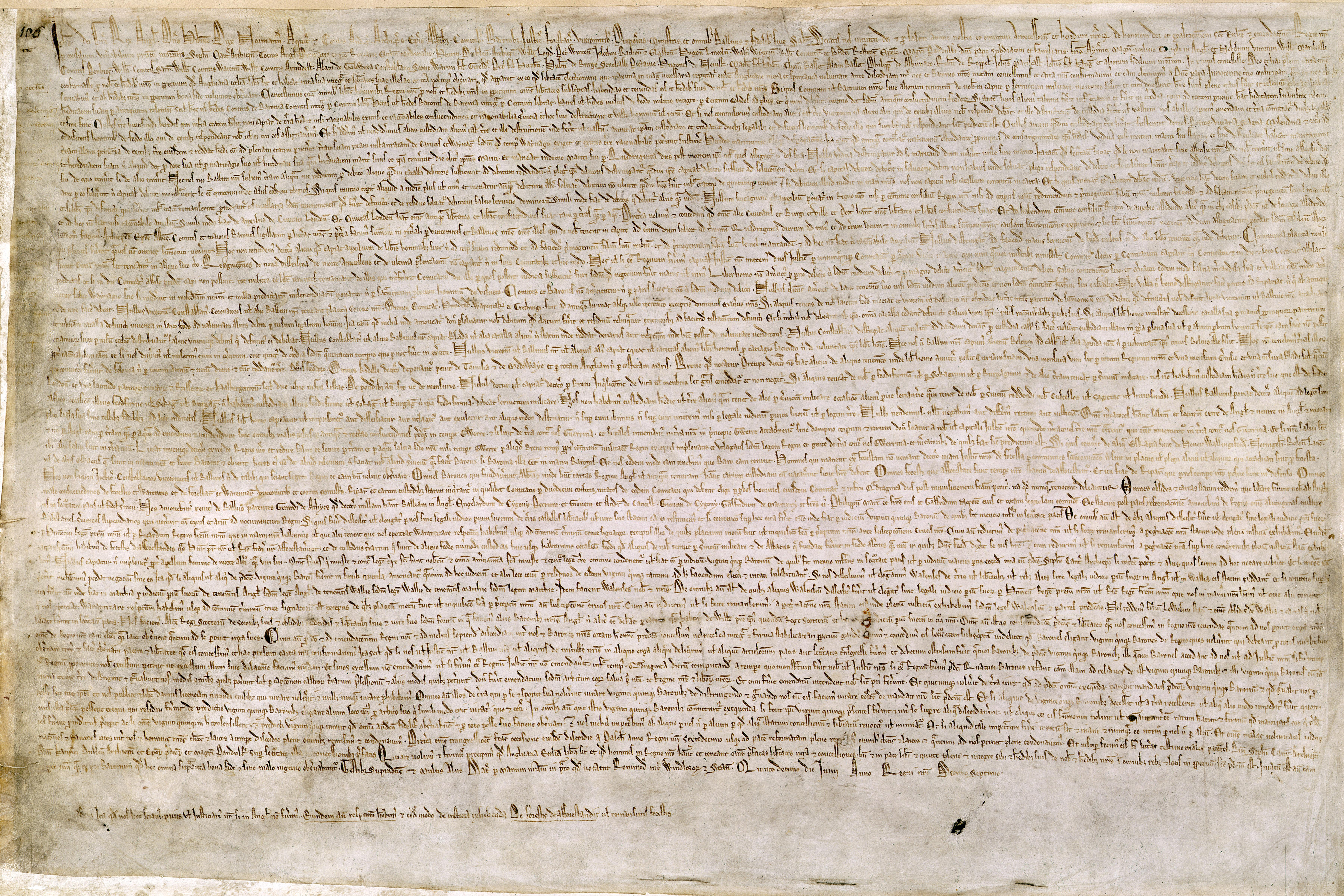
Kopie der Magna Charta

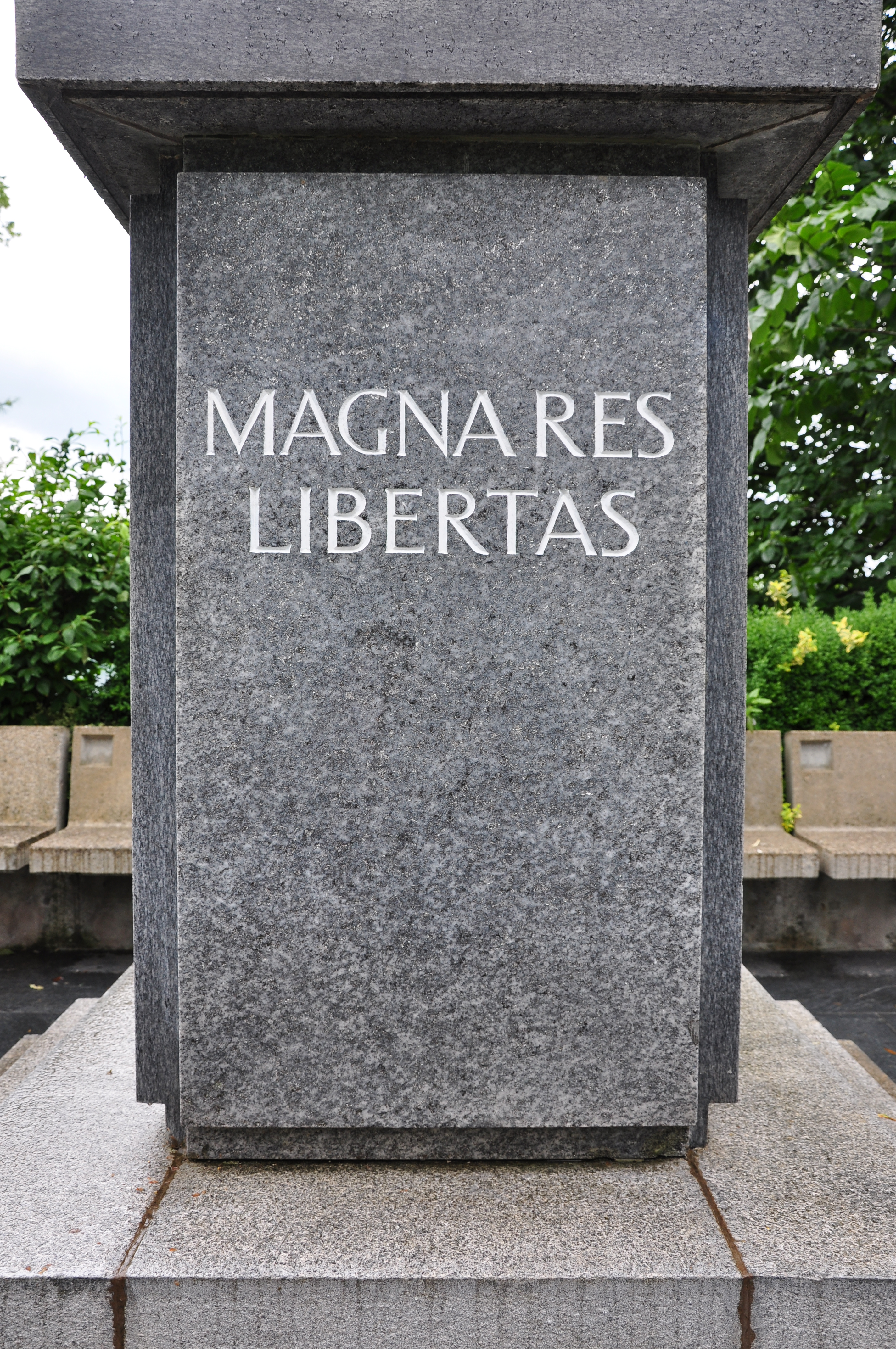
Freiheitssäule in Rapperswil

Magna Charta Libertatum
„Großer Freibrief“ – Die meist nur kurz als Magna Charta bezeichnete Urkunde ist eine von Johann Ohneland zu Runnymede in England am 15. Juni 1215 unterzeichnete Vereinbarung mit dem revoltierenden englischen Adel. Sie gilt als die wichtigste englische verfassungsrechtliche Rechtsquelle.
Magna cum laude
„Mit großem Lob“ – Entspricht bei der Doktorarbeit der Wertung der zweithöchsten Stufe: „sehr gut“.
Magna est veritas
„Groß ist die Wahrheit“ – Motto der University of Miami.
Magna est veritas et praevalebit.
„Groß ist die Wahrheit und sie wird sich durchsetzen.“
Angeblich zum ersten Mal von Thomas Brooks (1662) erwähnt.
Magna ingenia conspirant.
„Große Geister stimmen überein.“
Magna res libertas.
„Die Freiheit ist eine große Sache“ oder „Etwas Großartiges ist die Freiheit.“ – Inschrift auf der polnischen Freiheitssäule am Polenmuseum Rapperswil
Magna Mater
„Große Mutter“ – „Magna deum mater Idaea“ (Große Mutter der Götter vom Berg Ida) war eine Göttin, welche 204 v. Chr. in Rom eingeführt wurde und der ursprünglich aus Phrygien stammenden Göttin Kybele entsprach.

## Magni
Magni constant regum amicis bona consilia.
„Teuer zu stehen kommen den Freunden der Könige gute Ratschläge.“ – Zitat aus den Werken des Philosophen Seneca.
Magni fures parvum ducunt.
„Große Diebe führen einen kleinen (Dieb) ab.“ – Diogenes Laertius, Vitae philosophorum 6,45 (hier aus dem Griechischen ins Lateinische übersetzt) in der Biographie des Kynikers Diogenes: Dieser habe den Satz ausgesprochen, als er sah, wie der Dieb einer goldenen Schale abgeführt wurde.
Aulus Gellius überliefert in seinen Noctes Atticae (11,18,18) einen ähnlichen Ausspruch auch von dem Römer Cato. Dieser habe in seiner Rede „Über die Beuteverteilung an die Soldaten“ (de praeda militibus dividunda) gesagt: „Fures privatorum furtorum in nervo atque in compedibus aetatem agunt, fures publici in auro atque in purpura“ („Die Diebe privaten Eigentums verbringen ihre Tage an Händen und Füßen gefesselt, die Diebe staatlichen Eigentums in Gold und Purpur“).
Magni nominis umbra
„Der Schatten eines großen Namens“ – Lucan, Pharsalia 1,134.
Der Dichter sagt über Pompeius: „Stat, magni nominis umbra, / qualis frugifero quercus sublimis in agro“ – „Er steht da, eines großen Namens Schatten, wie auf fruchtbarem Boden eine hohe Eiche“ mit lockeren Wurzeln und kahlen Ästen ohne Laub, schwankend, ein Opfer des nächsten Sturms.

## Magno/Magnum/Magnus
Magno cum gaudio
„Mit großer Freude“
Magnum opus
„Großes Werk“ – Meisterstück
Magnum timoris remedium clementia est.
„Ein großartiges Heilmittel gegen Furcht ist Milde.“ – [Pseudo-]Seneca, Octavia, 440.
In dieser dem Seneca zugeschriebenen Tragödie wird dieser Satz von dem in persona auftretenden Seneca gegenüber Nero geäußert, der darauf antwortet: „Extinguere hostem maxima est virtus ducis“ („Den Feind zu vernichten ist die größte Leistung eines Fürsten“).
Magnus inter opes inops
„Ein Großer ist mitten im Reichtum arm.“
Auch in der Form „Magnas inter opes inops (Inmitten großen Reichtums arm)“.

## Maiorem
Maiorem hac dilectionem
„Eine größere Liebe als diese“ (Evangelium nach Johannes)
Der vollständige Satz lautet: „Eine größere Liebe als diese hat niemand, dass er sein Leben für seine Freunde einsetzt.“
Diesen Satz findet man auf vielen Kriegerdenkmälern. Seine ersten drei Wörter sind der Anfang eines Motu proprio von Papst Franziskus.

## Mala/Male
Mala
„(Prognose) schlecht“ – Medizinischer Fachausdruck; siehe auch Prognosis.
Mala fide
„Bösen Glaubens“ – Wissentlich etwas Unrechtes tun oder zu Unrecht besitzen; in böser Absicht.
Mala mali malo mala contulit omnia mundo.
„Der Kinnbacken des Bösen brachte mit dem Apfel der Welt alles Böse.“ – Dieser Hexameter als lateinisches Wortspiel findet sich am Portal der evangelischen St.-Laurentius-Kirche in Altdorf bei Nürnberg.
Das Wortspiel beruht darauf, dass sich die drei Wörter māla ‚Kinnbacken‘, mālum ‚Apfel‘, und mălus ‚schlecht, böse‘, sehr ähneln und in einigen Fällen nur über die Länge des Vokals unterscheiden. Der Hexameter zum besseren Verständnis mit Markierung der Längen und Kürzen:
Mālă mălī mālō mălă cōntŭlĭt ŏmnĭă mŭndō.
Mala malus mala mala.
„Ein schlechter Apfelbaum trägt schlechte Äpfel.“ – Entspricht unserem Sprichwort „Der Apfel fällt nicht weit vom Stamm.“
Ein Wortspiel, das auf der Ähnlichkeit von mālum ‚Apfel‘, mālus ‚Apfelbaum‘ (femininum!), und mălus ‚schlecht‘, beruht, die sich in einigen Fällen nur über die Länge des Vokals unterscheiden. Der Spruch zum besseren Verständnis mit Markierung der Längen und Kürzen:
Mălă mālŭs mălă mālă.
Male captus, bene detentus
„Rechtswidrige Habhaftwerdung, rechtmäßige Haft“; danach steht eine illegale Festnahme (z. B. durch Geheimdienste im Ausland) einem Gerichtsverfahren nicht entgegen.
Male secum agit aeger, qui medicum heredem facit.
„Schlecht dient sich der Kranke, wenn er den Arzt als Erben einsetzt.“ Publilius Syrus, Sententiae M 24.
Male parta male dilabuntur
„Übel Erworbenes geht übel zu Ende“ – römisches Sprichwort

## Maledictus
Maledictus piscis in tertia aqua.
„Verdammt [sei] der Fisch im dritten Wasser!“: Erst schwimmen, dann kochen, aber dann nicht auch noch Wasser dazu trinken.

## Mali/Malum

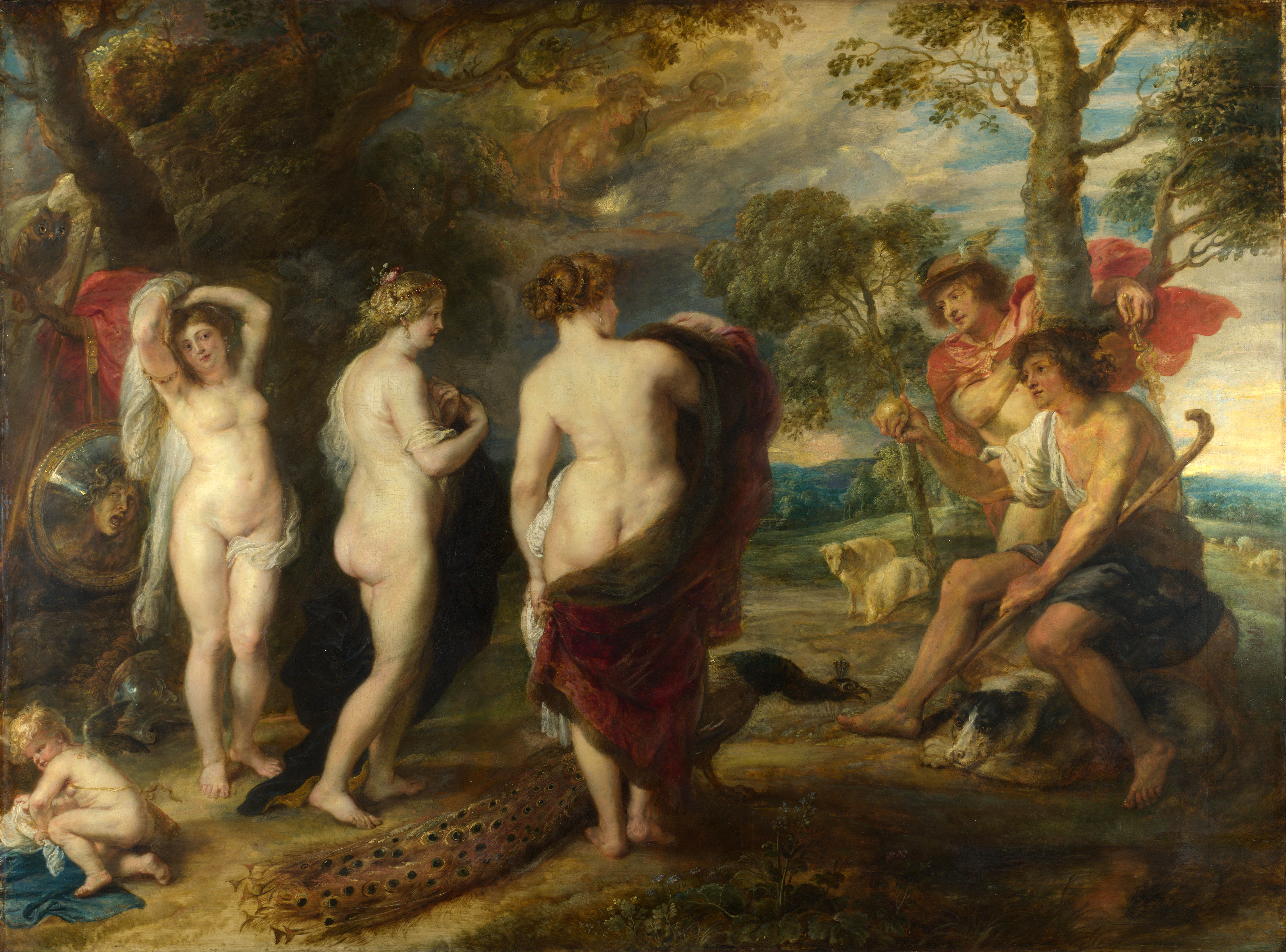
Das Urteil des Paris von Rubens zeigt, wie Paris den Zankapfel überreicht.

Mali corvi malum ovum
„Schlechten Rabens schlechtes Ei“
Malis avibus
„Mit schlechten Vögeln“ – Mit schlimmem Vorzeichen aus der Vogelschau.
Malum discordiae
„Apfel der Zwietracht“ – Gemeint ist damit der Zankapfel, den die Göttin der Zwietracht mit der Aufschrift „Der Schönsten“ (griechisch: Καλλίστῃ) unter die versammelten Götter warf und der letzten Endes den Trojanischen Krieg auslöste.
Malum in se
„Übel in sich“ – Übel unabhängig von den Umständen und gesetzlichen Bestimmungen; Gegensatz: „Malum prohibitum“.
Malum prohibitum
„Verbotenes Übel“ – Etwas, das nur durch den derzeitigen Konsens der Gesellschaft oder durch die momentanen Gesetze schlecht ist, aber nicht durch seine eigene Natur; Gegensatz: „Malum in se“.

## Malleus

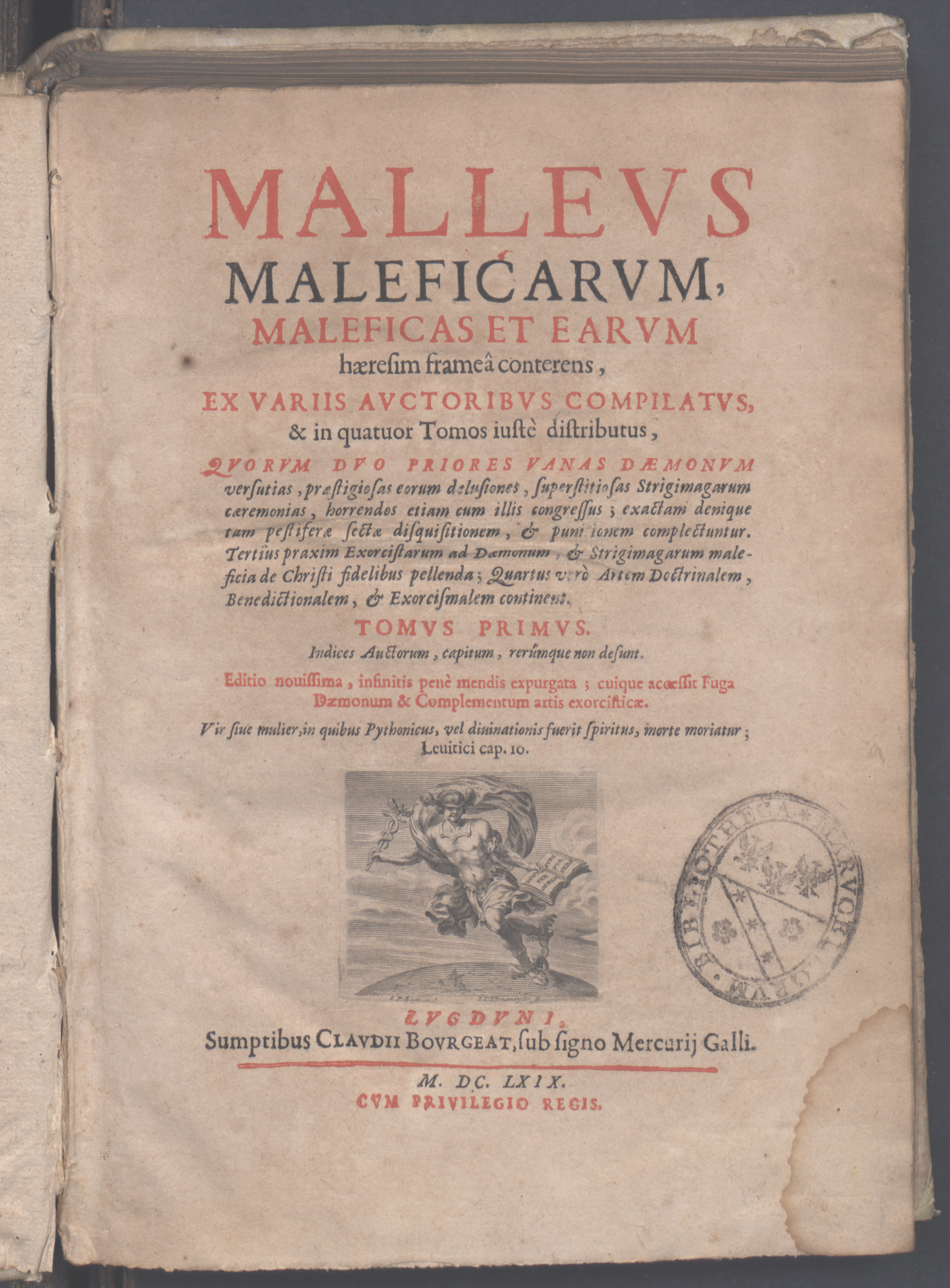
Titelseite des „Malleus maleficarum“, Lyon 1669

Malleus maleficarum
„Hexenhammer“: Buch, das der Dominikaner Heinrich Kramer 1486 in Speyer veröffentlichte und das maßgeblich für die Hexenverfolgung war.
Malleus manubrio sapientior.
„Der Hammer will klüger sein als der Handgriff.“: Nach Plautus.

## Mantua
Mantua me genuit, Calabri rapuere, tenet nunc
Parthenope. cecini pascua, rura, duces.
„Mantua hat mich geboren, Kalabrien dahingerafft. Jetzt hält mich Neapel.
Besungen habe ich Weiden, Äcker und Helden.“
Grabinschrift des römischen Dichters Vergil, der aus der Stadt Mantua stammte.
Das Epigramm umschreibt auch die Themen der Werke Vergils:
- pascua (Weiden): die Hirtengedichte Bucolica,
- rura (Äcker): die Bücher vom Landbau Georgica,
- duces (Helden): das Epos Aeneis.

## Manu/Manum/Manus

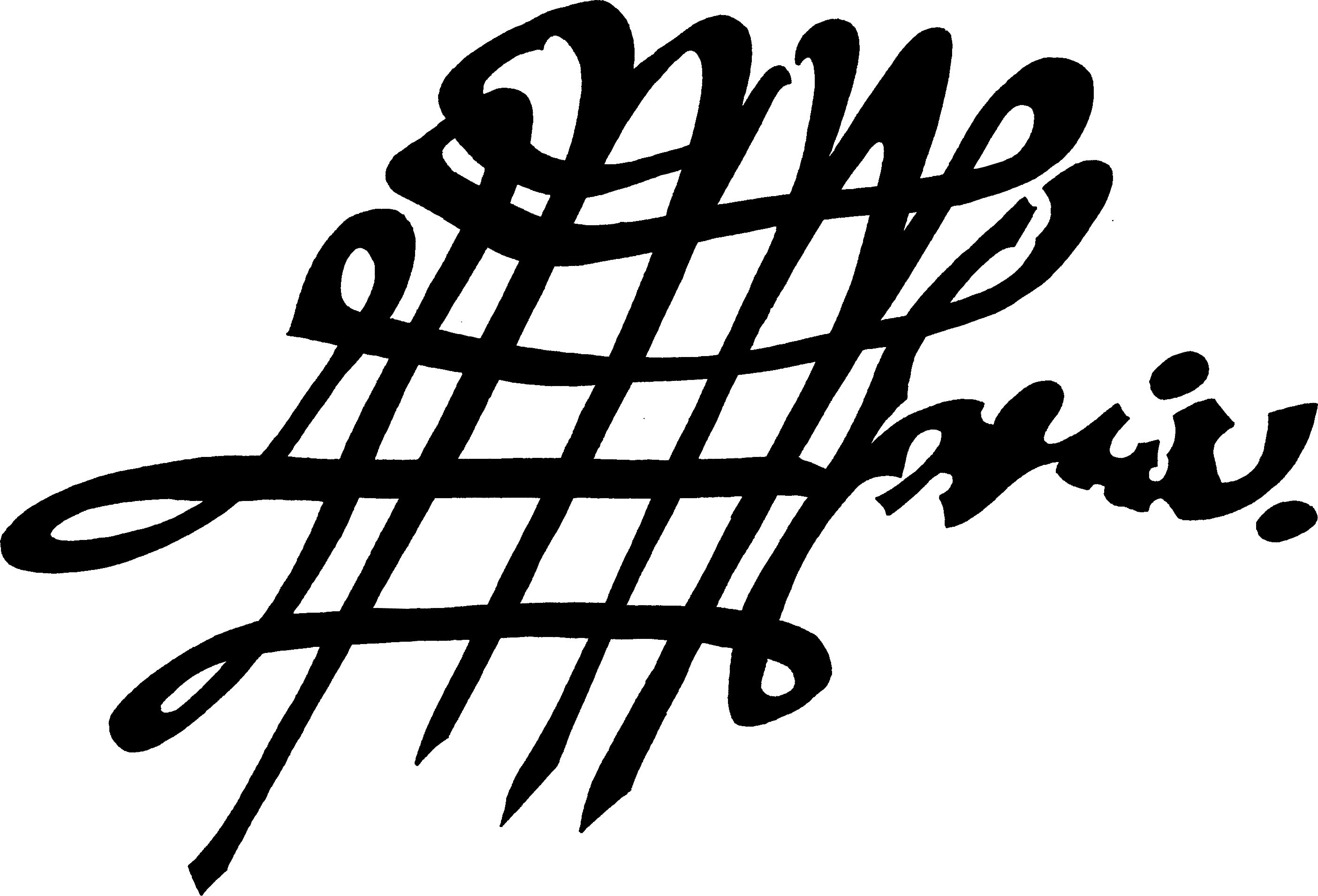
manu propria

Manu propria (m. p.)
„Mit eigener Hand“ – Eigenhändig. War vor allem wichtig, als es noch keine technischen Kopierverfahren gab und Schriftstücke von Hand kopiert wurden, um den Namenszug durch einen Kopisten von der eigenhändigen Unterschrift zu unterscheiden. Die eigenhändige Unterschrift ersetzte zu Beginn der Renaissance das Siegel. In Dokumenten des 16. und 17. Jahrhunderts wurde die „m.p.“-Abkürzung gern in Form von kalligrafischen Schleifen, im 18. Jahrhundert als gitterförmiges Ornament an die Unterschrift angehängt.
Manu scriptum
„Mit der Hand geschrieben“ – Daher das Wort Manuskript.
Manum de tabula.
„Die Hand von der Tafel!“ – Sprichwörtliche Redewendung, z. B. im Satyrikon (76,9) des Petronius: „Nachdem ich anfing, mehr zu besitzen, als meine ganze Heimatstadt besitzt – manum de tabula!“
Auch bei Cicero (ad familiares 7,25,1) liest man das Sprichwort: „Heus tu! Manum de tabula! Magister adest citius quam putaramus.“ („Heda du! Die Hand von der Tafel! Der Lehrer ist schneller da als wir gedacht hatten.“)
Ursprünglich war weder das Rechenbrett noch die Schreibtafel gemeint, sondern die hölzerne Bildtafel des Malers. Denn das Sprichwort geht zurück auf eine Anekdote, die Plinius der Ältere (Naturalis historia 35,80) über Apelles erzählt: Der Maler habe seinen Kollegen Protogenes als ebenbürtig bezeichnet, habe diesem gegenüber aber den Vorzug beansprucht, dass er selber rechtzeitig die Hand von der Bildtafel zu nehmen wisse, weil allzu große Gründlichkeit oft schade. („… quod manum de tabula sciret tollere …“)
Manum in pallio habere
„Die Hand im Mantel halten.“ – Die Fäuste ballen und tatenlos zusehen.
Manum tendere
„Die Hand darreichen.“
Manus manum lavat
„Eine Hand wäscht die andere.“ Petronius, Satyricon 45,13
Manus mortua
„Tote Hand“ – Unveräußerliches Kirchengut oder Eigentum von bürgerlichen Stiftungen, die für die weltliche Gewalt, den Staat, unangreifbar waren – gleichsam tot.

## Mare

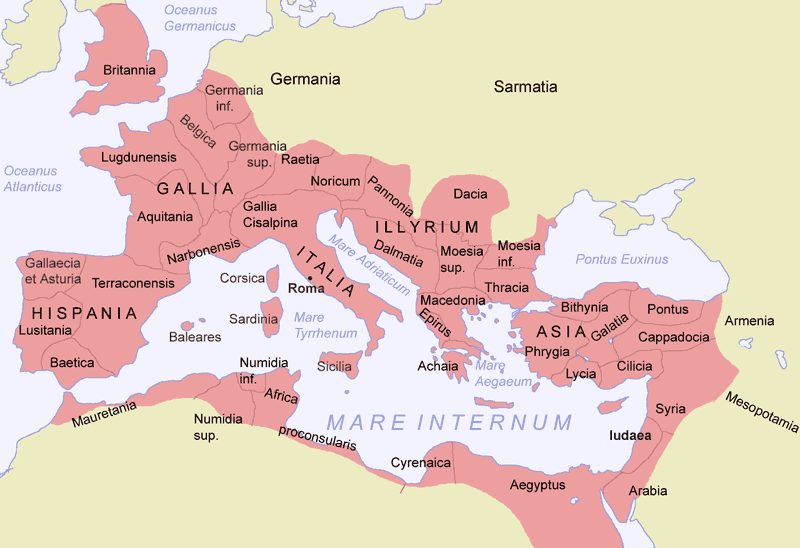
Das Römische Reich umsäumt das Mittelmeer

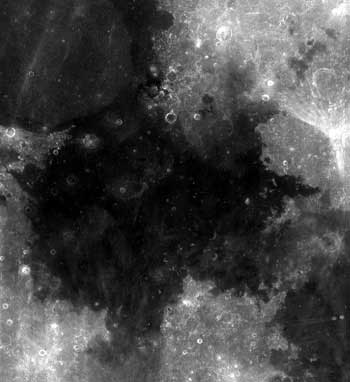
Mare Tranquillitatis

Mare apertum
„Das offene Meer“
Mare caelo miscere
„Das Meer mit dem Himmel vermischen“ – heftigen Sturm erregen nach Vergil, Aeneis 5,790 f. Dort heißt es in einer Bitte der Venus an Neptun: „maria omnia caelo miscuit“ („Meere und Himmel brachte sie [sc. Juno] durcheinander.“)
Mare clausum
„Geschlossenes Meer“ – Von John Selden entwickelte Doktrin, nach der das Meer in Interessensphären verschiedener Staaten unter Ausschluss von Drittstaaten aufgeteilt war.
Mare ditat, rosa decorat.
„Das Meer bereichert, die Rose schmückt.“ – Motto der schottischen Hafenstadt Montrose
Mare, ignis, mulier tria sunt mala.
„Das Meer, das Feuer und Frauen sind die drei Übel.“ – Misogynes Sprichwort nach dem griechischen Θάλασσα καὶ πῦρ καὶ γυνή, κακὰ τρία. (Thalassa kai pyr kai gynē, kaka tria.)
Es existiert auch die Variante „Ignis, mare, mulier tria sunt mala.“
Mare internum
„Inneres Meer“ – römische Bezeichnung für das Mittelmeer, das auch „Mare intestinum“ (ebenfalls „inneres Meer“) genannt wurde. Es wurde folgendermaßen untergliedert:
- „Mare inferum“ („unteres Meer“): der Teil westlich von Italien, das Tyrrhenische Meer, auch als:
- „Mare tyrrhenum“: „Tyrrhenisches Meer“
- „Mare superum“ („oberes Meer“): der Teil östlich von Italien, das Adriatische Meer, auch als:
- „Mare (h)adriaticum“: „Adriatisches Meer“, kurz „Adria“
- „Mare ibericum“ („iberisches Meer“): Bereich zwischen Gibraltar und den Balearen
- „Mare balearicum“ („balearisches Meer“): von den Balearen bis Spanien (einschließlich des Golfes von Valencia)
- „Mare aegaeum“ („ägaisches Meer“): Ägäis
- „Mare Myrtoum“: Myrtoisches Meer (zwischen Peloponnes und Kykladen)

Eine weitere gängige Bezeichnung war Mare nostrum.
Mare liberum
„Freies Meer“ – Von Hugo Grotius 1609 erstmals vertretener Gedanken des Seerechts: Zugang für alle. Bei Livius (Ab urbe condita 25.11,11) das freie Meer außerhalb der Küstengewässer.
Mare mediterraneum
„Meer zwischen den Ländern“ – Bezeichnung für das Mittelmeer bei Isidor von Sevilla, Origines 13,16. (7. Jahrhundert). Davon leitet sich in vielen Sprachen die moderne Bezeichnung des Meeres ab.
Im römischen Reich waren Mare internum und Mare nostrum für lange Zeit die üblichen Benennungen.
Mare nostrum
„Unser Meer“ – römische Bezeichnung für das Mittelmeer, denn das Römische Reich („Imperium Romanum“) umschloss zeitweise das gesamte Mittelmeer. Im engeren Sinne das Mittelmeer rund um Italien.
Eine weitere gängige Bezeichnung war Mare internum.
Mare Tranquillitatis
„Meer der Stille“ – Mondmeer auf dem Erdmond, in dem 1969 zum ersten Mal Menschen den Mond betraten
Mare verborum gutta rerum
„Ein Meer an Worten, an Taten ein Tropfen“

## Margaritas
Margaritas ante porcos
„Perlen vor die Säue (werfen)“ 7,6 

## Maria
Maria montesque polliceri
„Meere und Berge versprechen“ – Zitat aus den Werken des Geschichtsschreibers Sallust

## Mas occasionatus
Femina est mas occasionatus.
„Die Frau ist ein missglücktes Männchen.“ – Thomas von Aquin referiert Aristoteles (Summa theologica Ia 92,1) und stimmt ihm zu: „Es sagt der Philosoph in der Schrift de generatione animalium, dass die Frau ein missglückter Mann sei. Aber bei der ersten Einrichtung der Welt durfte es nichts Missglücktes und Defizitäres geben. Also durfte bei jener ersten Einrichtung der Welt die Frau nicht erschaffen werden.“

## Mater
Mater certa, pater incertus est.
„Die Mutter ist sicher, der Vater nicht.“ – Das lateinische Rechtssprichwort „Mater semper certa est“ („die Mutter ist immer sicher“) bezog sich auf die Mutter im Rechtssinne. Mutter des Kindes war die Frau, die es geboren hatte, der Vater dagegen musste das Kind förmlich als das seine anerkennen.

## Materia
Materia peccans
„Krankmachende Substanz“ – Ursache einer Krankheit oder einer Störung

## Mathesis
Mathesis universalis
„Universale Wissenschaft“ – Von Leibniz propagierter Gedanke einer universalen Wissenschaft, die sich an den Methoden der Logik und Mathematik orientieren soll.

## Maximum
Maximum remedium irae dilatio est.
„Das wirkungsvollste Mittel gegen Zorn/Wut ist der Aufschub.“ – Seneca, de ira 3,12,4.
Der Satz lautet vollständig: „Maximum remedium irae dilatio est, ut primus eius fervor relanguescat et caligo, quae premit mentem, aut residat aut minus densa sit“ („Das wirkungsvollste Mittel gegen den Zorn ist der Aufschub, so dass als erstes das Aufbrausen nachlässt und die Finsternis, die auf dem Verstand liegt, sich legt oder lichtet“).

## Me
Me resonante pia populi memor esto Maria.
Wenn ich fromm erklinge, gedenke Deines Volkes, Maria.
Me transmitte sursum, Caledoni!
„Beam’ mich hoch, Scotty“ – Berühmtes Zitat aus der TV-Serie „Raumschiff Enterprise“ (im Original „Beam me up, Scotty!“), in der Zeichentrickserie „South Park“ scherzhaft ins Lateinische übersetzt. Dieser Schriftzug steht über dem Eingang des örtlichen Planetariums.

## Mea
Mea (maxima) culpa
„(Durch) meine (übergroße) Schuld“ – In christlichen Gebeten und Beichten gebraucht:
„Confiteor […] quia peccavi nimis cogitatione, verbo et opere: mea culpa, mea culpa, mea maxima culpa.“
„Ich bekenne, […] gesündigt zu haben in Gedanke, Wort und Tat: durch meine Schuld, durch meine Schuld, durch meine größte Schuld.“

## Media/Medias
Media vita in morte sumus
„Mitten im Leben sind wir im Tod“ – Beginn eines gregorianischen Chorals, der Notker I. zugeschrieben wird, aber wahrscheinlich schon um das Jahr 750 in Frankreich entstanden ist.
Von Rainer Maria Rilke im berühmtem, oft als Grabspruch verwendeten Kurzgedicht „Schlußstück“ verarbeitet:
„Der Tod ist groß […] Wenn wir uns mitten im Leben meinen / wagt er zu weinen / mitten in uns.“
Vergleiche Nascentes morimur finisque ab origine pendet.
Medias in res
Variante zu In medias res.

## Medice/Medico/Medicus
Medice, cura te ipsum.
„Arzt, heil dich selbst!“ – Aufforderung aus dem Evangelium nach Lukas, wo es im griechischen Originaltext Ἰατρέ, θεράπευσον σεαυτόν· heißt.
Medico tantum hominem occidisse impunitas summa est.
„Der Arzt allein darf ungestraft Menschen umbringen“ – Hist. nat. XXIX, 8 (ed. cit. p. 669)
Medicus curat, natura sanat.
„Der Arzt behandelt, die Natur heilt.“

## Medio

Rubens: Der Sturz des Phaethon

Medio flumine quaerere aquam
„Mitten im Fluss das Wasser suchen“ – Beschreibung für etwas Überflüssiges.
Medio tutissimus ibis.
„In der Mitte wirst du am sichersten gehen.“
Aus den Metamorphosen (2,137) des Ovid. Der Sonnengott Helios erlaubt seinem Sohn Phaeton, den Sonnenwagen zu lenken und weist ihn mit diesen Worten darauf hin, nicht zu hoch und nicht zu tief zu fahren. Dieser hält sich allerdings nicht daran und stürzt ab. Die Folgen sind katastrophal und werden von Ovid folgendermaßen beschrieben: „Die Erde geht in Flammen auf, die höchsten Gipfel zuerst, tiefe Risse springen auf, und alle Feuchtigkeit versiegt. Die Wiesen brennen zu weißer Asche; die Bäume werden mitsamt ihren Blättern versengt, und das reife Korn nährt selbst die es verzehrende Flamme … Große Städte gehen mitsamt ihren Mauern unter, und die ungeheure Feuersbrunst verwandelt ganze Völker zu Asche.“

## Memento

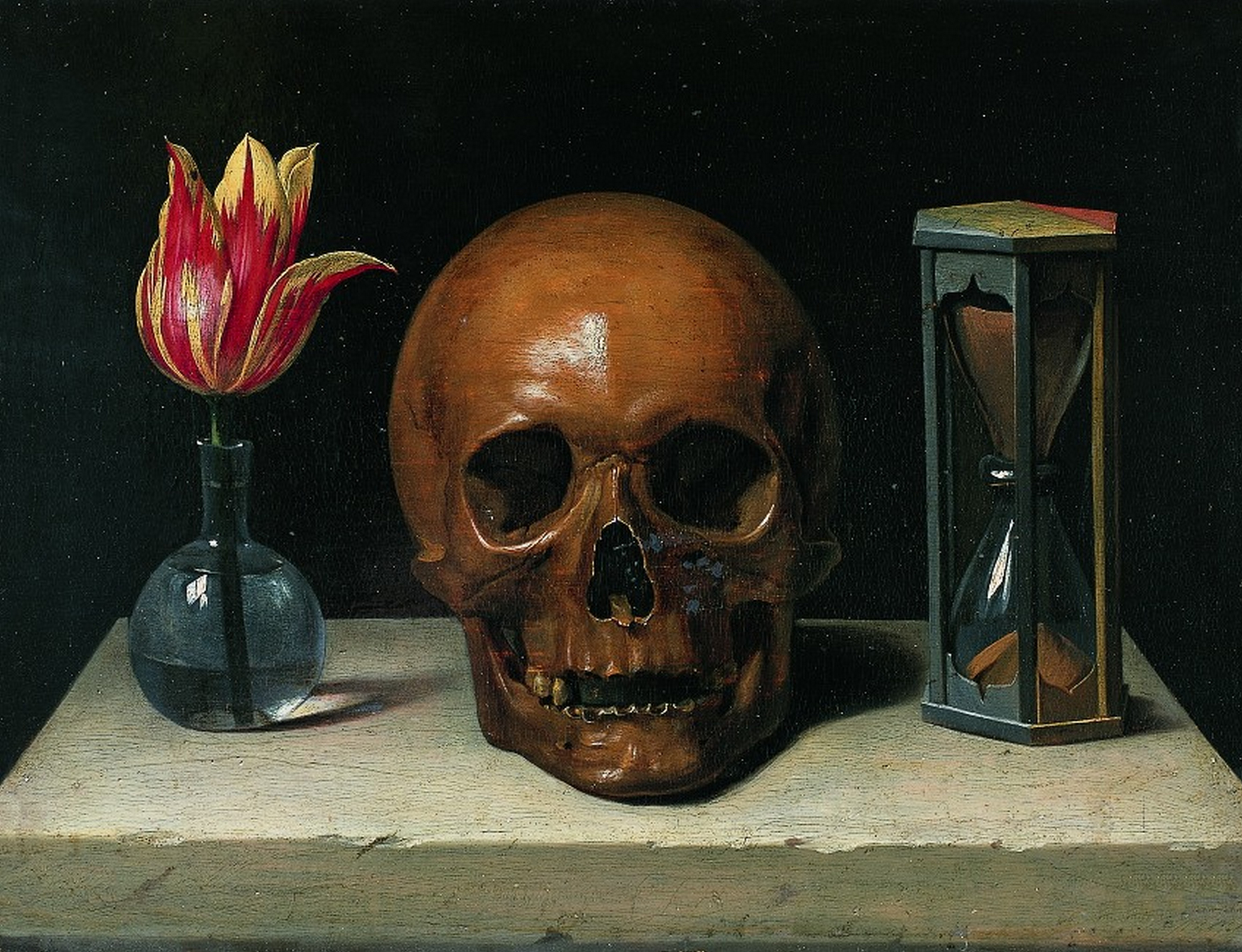
Allegorie der Sterblichkeit

Memento homo, quia pulvis es et in pulverem reverteris.
„Bedenke, Mensch, dass du Staub bist und zum Staube zurückkehren wirst!“ – Spruch bei der Spendung des Aschenkreuzes am Aschermittwoch in der katholischen Liturgie
Memento mori
„Bedenke, dass Du sterblich bist!“
Memento moriendum esse.
„Bedenke, dass du sterben musst!“
Memento te hominem esse.
„Bedenke, dass du ein Mensch bist!“
Memento vivere.
„Denk dran zu leben!“

## Mens

Logo der Führungsakademie der Bundeswehr

Mens agitat molem
„Der Geist bewegt die Materie!“: Vergil, Aeneis 6, 727. Motto vieler Hochschulen und ähnlicher Einrichtungen.
 (Orandum est, ut sit) Mens sana in corpore sano
„(Man bete darum, es sei) ein gesunder Geist in einem gesunden Körper“: Aus einer Satire (10,356) des Juvenal; es geht dort um die wahren Bedürfnisse des Menschen. Stellt keinen Zusammenhang zwischen körperlicher und geistiger Gesundheit her.
Variante: „Anima sana in corpore sano“.

## Meum
Meum est propositum in taberna mori!
„Mir ist es vorherbestimmt, in der Taverne zu sterben!“ – Spruch des mittelalterlichen Vagantendichters Archipoeta, Vagantenbeichte (12,1). Die sogenannte Vagantenbeichte findet sich auch in der Vertonung der Carmina Burana von Carl Orff.

## Mihi
Mihi et meae
„Für mich und meine“ – Wahlspruch von Anne Boleyn, englische Königin (1533–1536) und zweite der sechs Ehefrauen von Heinrich VIII., König von England, Irland und Frankreich und Mutter der späteren Königin Elisabeth I.

## Miles
Miles gloriosus
„Ruhmreicher Soldat“ – Titel eines Theaterstücks des römischen Dichters Plautus, das auf ein verloren gegangenes griechisches Stück zurückgeht. „Miles gloriosus“ steht heute noch für einen Aufschneider.

## Militat
Militat omnis amans et habet sua castra Cupido.
„Kriegsdienst leistet jeder Liebende, und der Liebesgott hat sein eigenes Kriegslager.“ – Ovid, Amores 1,9,1.

## Militem
Militem aut monachum facit desperatio.
„Soldat oder Mönch macht die Verzweiflung.“: Soldat oder Mönch wird man aus Verzweiflung.

## Minima/Minimum
Minima non curat praetor
„Um Kleinigkeiten kümmert sich der Prätor nicht.“ – Der Prätor war einer der höheren Beamten der römischen Ämterlaufbahn und hatte auch richterliche Aufgaben wahrzunehmen. Im heutigen Rechtsgebrauch heißt das, dass sich das Gericht nicht um Kleinigkeiten kümmert, bekannt als das De-minimis-Prinzip.
Siehe auch De minimis non curat praetor.
Minimum eripit fortuna, cui minimum dedit.
„Am wenigsten nimmt das Schicksal dem, dem es am wenigsten gegeben hat.“ – Publilius Syrus, Sententiae M 44.

## Minister
Minister omnium.
„Diener aller (Menschen).“

## Mirabile
Mirabile dictu
„Wundervoll zu erzählen“ – Kaum zu glauben. Gegenstück zu horribile dictu.
Die seltene Verbform dictu steht im Supinum II.

## Miro
Miro modo
„Wunderbarerweise“

## Miror

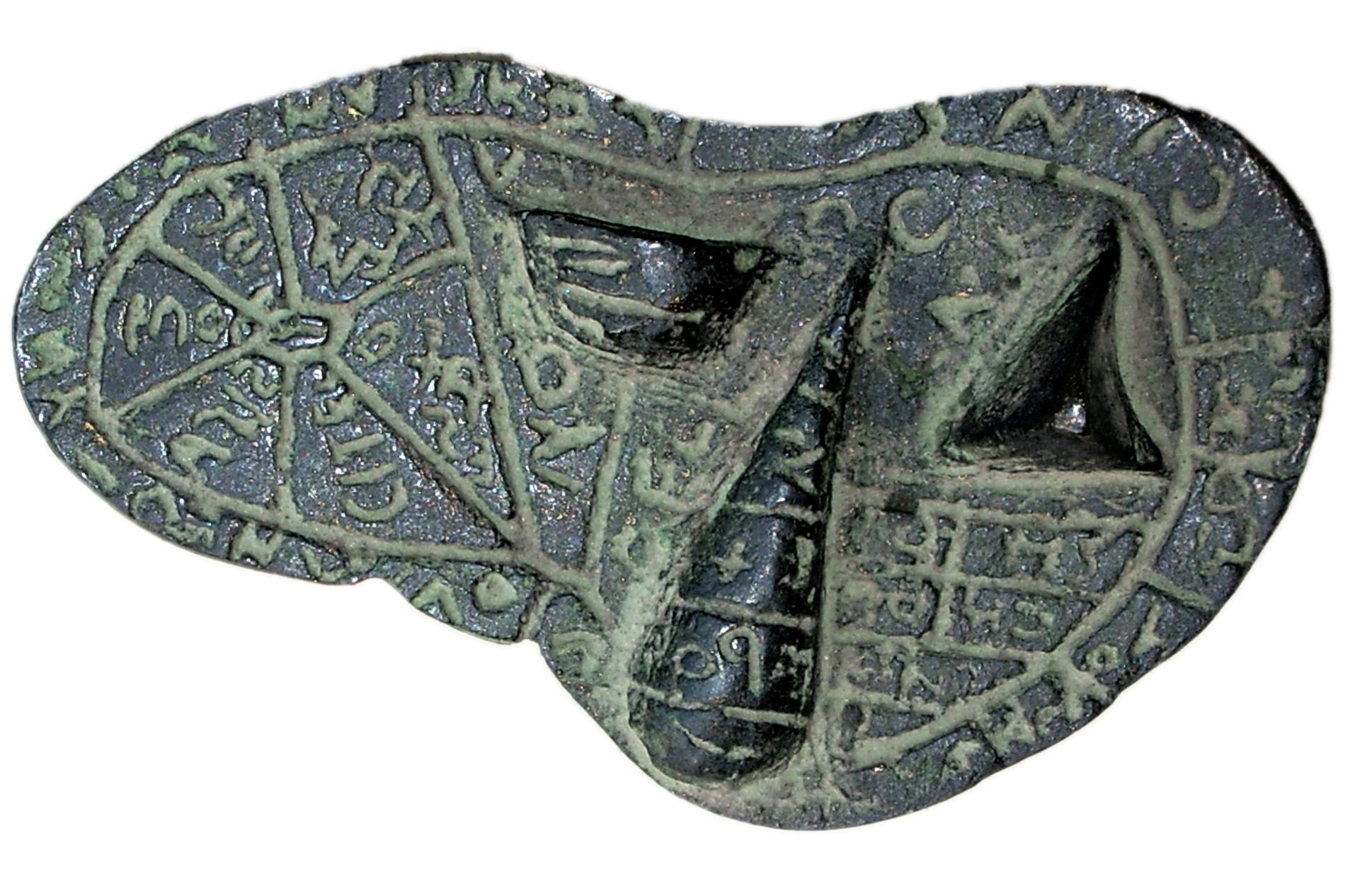
Bronzeleber von Piacenza

Miror, quod non ridet haruspex, haruspicem qui videt.
„Ich wundere mich, dass ein Opferdeuter nicht lachen muss, wenn er einen Opferdeuter sieht.“
Diesen Satz, hier in die direkte Rede umgewandelt, überliefert Cicero als ein altbekanntes Bonmot Catos in indirekter Rede: „…, qui mirari se aiebat, quod non rideret haruspex, haruspicem cum vidisset“ („… der zu sagen pflegte, er wundere sich darüber, dass ein Opferdeuter beim Anblick eines Opferdeuters nicht lachen müsse“). Denn, so Cicero, wie viele Voraussagen seien denn eingetroffen? Und wenn es doch einmal der Fall sei, dann könne niemand beweisen, dass dies nicht durch Zufall zustande gekommen sei.
Dieses sprichwörtlich gewordene Augurenlachen bezeichnet also das wissende Lachen des Eingeweihten, der die Fragwürdigkeit dieser Voraussagen kennt.
Ein erhaltener Beleg für diese Orakelpraxis ist die Bronzeleber von Piacenza, die vermutlich Unterrichtszwecken diente. Die darauf bezeichneten Bereiche sind verschiedenen Göttern zugeordnet.

## Misera
Misera contribuens plebs
„Das Steuern zahlende arme Volk“ – Dieser Ausdruck ist metrisch die zweite Hälfte eines Hexameters und wird häufig dem Dichter Horaz zugeschrieben; er kann aber weder bei ihm noch bei einem anderen lateinisch schreibenden antiken Autor nachgewiesen werden.

## Miserando

Wappen von Papst Franziskus

Miserando atque eligendo
„Mit Erbarmen und Erwählen“ – Wahlspruch Papst Franziskus, den er aus einer Zeit als Erzbischof übernommen hat. Der Spruch stammt aus einer Predigt des Beda Venerabilis über die Berufung des Matthäus.

## Mitis
Mitis papyrus omnia suffert
„Das sanftmütige Papier erträgt alles“ – Papier ist geduldig.

## Modus

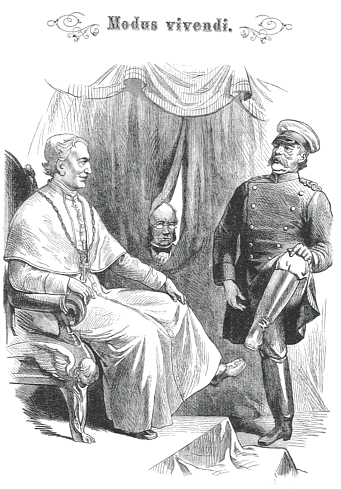
Papst Leo XIII. und Otto von Bismarck – Modus vivendi

Modus barbara
„Barbara-Modus“ – Ein logischer Schluss, auch Kettenschluss genannt: A→B und B→C, so auch A→C. Der Name „Barbara“ rührt vom lateinischen Merkwort für diesen Syllogismus her.
Modus Operandi (M. O.)
„Art des Vorgehens“ – Gewöhnlich Bezeichnung der Methode eines Kriminellen
Modus Procedendi
„Art des Vorgehens“ – Vorgangsweise, Art und Weise des Vorgehens
Modus ponens
„Modus der Setzung“ – In der Aussagenlogik die Ableitung „Wenn P, dann Q; P = ja, also Q“.
Modus tollens
„Modus der Wegnahme“ – In der Aussagenlogik die Ableitung „Wenn P, dann Q; Q = nein, also nicht P“.
Modus vivendi
„Art zu leben“ – Abmachung unter streitenden Parteien, die es jeder Seite erlaubt weiterzuleben, obwohl der Streit nicht ausgeräumt ist.

## Monstrum
Monstrum horrendum, informe, ingens, cui lumen ademptum
„Ein furchtbares, unförmiges, riesiges Monster, dem das Augenlicht weggenommen war“ – Beschreibung des Zyklopen Polyphem, nachdem er von Odysseus geblendet worden war.

## Montani

Staatssiegel des US-Bundesstaates West Virginia

Montani semper liberi.
„Die Bergbewohner sind immer frei.“ – Spruch im Staatssiegel des US-Bundesstaates West Virginia, dessen Spitzname The Mountain State (der Bergstaat) ist.

## Mora
Mora rei fideiussori quoque nocet.
„Verzug des Hauptschuldners schadet auch dem Bürgen.“ – Corpus Iuris Civilis, Digesta 45. 1,88

## Morbus
Morbus gallicus
„Die französische Krankheit“ – Das Wort Syphilis findet sich erstmals 1530 im Titel eines Gedichtes des veronesischen Arztes Girolamo Fracastoro, mit dem Namen „Syphilis, sive Morbus Gallicus“ („Syphilis, oder die französische Krankheit“). Darin wird die Geschichte des Schafhirten Syphilus erzählt, der wegen Gotteslästerung mit einer neuen Krankheit, der Syphilis, bestraft wurde.
Morbus sacer
„Die heilige Krankheit“ – Von der Epilepsie betroffene Menschen galten in manchen antiken Kulturen als Heilige, da ihnen der Übergang in Trancezustände so leicht fiel. Bei den Griechen galt Epilepsie „als Besessensein von der göttlichen Macht“.

## More/Mori
More geometrico
„Nach geometrischer Art“ – Eine Darstellung, die wie die euklidische Geometrie geordnet ist, das heißt als deduktives System mit Grundsätzen, Axiomen und abgeleiteten Sätzen, Theoremen (Spinoza).
More maiorum
„Nach Art der Vorfahren“ – Siehe Mos maiorum.
More patrio
„Nach väterlicher Sitte“
More teutonico
„Nach deutscher Sitte/Art“ – Siehe Mos teutonicus.
More Veneto
„gemäß dem Brauch Venedigs“ – Damit wird das in der Republik Venedig bis zu deren Ende 1797 übliche Festhalten am 1. März als Jahresanfang (Capodanno) bezeichnet.
 Mori vinci est.
„Zu sterben heißt, sich besiegen zu lassen.“ – Seneca, Epistulae morales ad Lucilium 58,36
 Mori necesse est, sed non quotiens volueris.
„Du musst sterben – doch nicht so oft, wie du es wünschest.“ – Publilius Syrus, Sententiae M 11.

## Morituri
Morituri te salutant.
„Die sterben werden, grüßen Dich.“ – Verkürzung von „Ave Caesar, morituri te salutant“ („Ave Caesar, die Todgeweihten grüßen Dich“) bei Sueton, vita divi Claudi 21,6. Gilt gemeinhin als Gruß der Gladiatoren im Römischen Reich.

## Mors

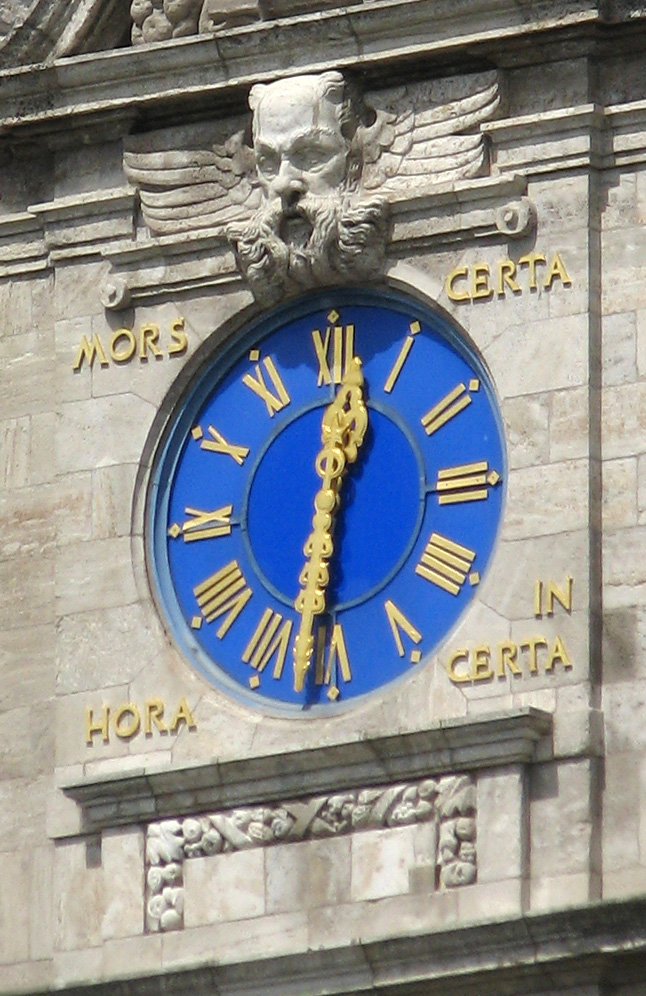
Leipziger Rathausuhr: MORS CERTA HORA INCERTA

Mors certa, hora incerta
„Der Tod ist gewiss, die Stunde ungewiss“ – Frei übersetzt: Sicher ist nur, dass wir eines Tages dem Tod gegenübertreten, aber den Zeitpunkt kennen wir nicht. Wird manchmal scherzhaft übersetzt mit „Todsicher geht die Uhr falsch“.
Mors est quies viatoris. Finis est omnis laboris.
„Der Tod ist die Ruhe des Wanderers. Er ist das Ende aller Mühsal.“
Mors est ianua vitae.
„Der Tod ist die Pforte zum Leben.“
Mors in olla
„Der Tod im Topf“ – Ein in der Bibel erwähntes ungenießbares Gericht.
Mors in tabula
„Tod auf dem Tisch“ – Gemeint ist der Tod auf dem Operationstisch während einer medizinischen Operation (Variante: Exitus in tabula).

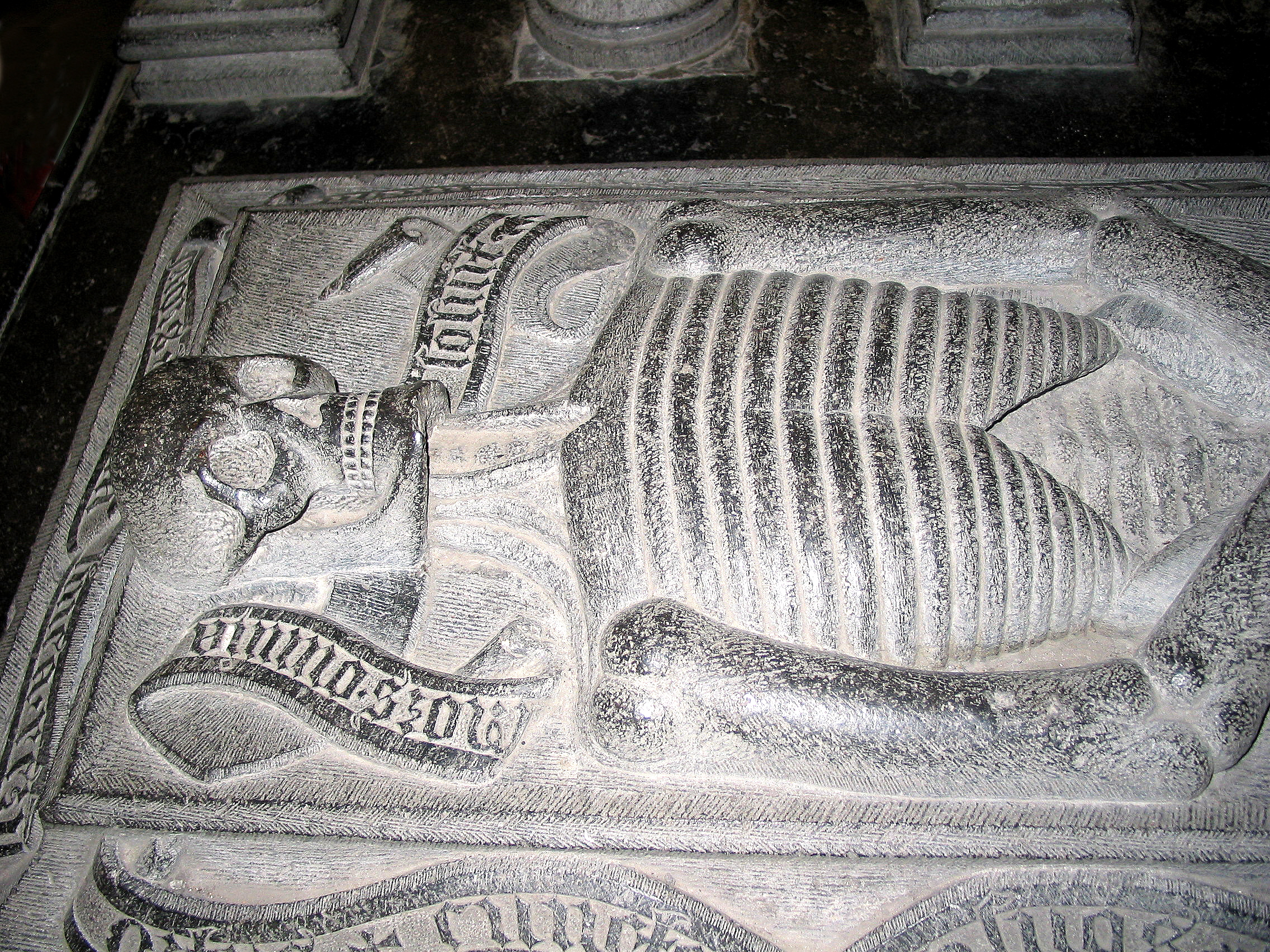
Detail des Transi von Johann III. von Trazegnies. Zu erkennen ist links und rechts des Schädels Mors omnia _ solvit und oberhalb Mors [ultim]a linea rer. An der Seite im Vordergrund ist in Ansätzen Ortus cuncta suos zu sehen.

Mors omnia solvit. Nascentes morimur, Mors ultima linea rerum. Ortus cuncta suos repetunt matremque requirunt, Et redit ad nihilum quod fuit ante nihil.
„Der Tod löst (hebt) alles auf. Indem wir geboren werden, sterben wir (bereits). Der Tod ist das endgültige Ziel aller Dinge. Alles strebt wieder seinem Ursprung zu und sucht die Mutter, und es kehrt ins Nichts zurück, was vorher nichts war.“
Inschrift auf dem Transi über dem Sarkophag des Johann III. von Trazegnies (16. Jahrhundert). Nascentes morimur ist ein Zitat von Manilius, „Mors ultima linea rerum“ eines von Horaz. Der Abschluss ab „Ortus cuncta suos repetunt“ stammt von Maximianus.
Mors porta vitae aeternae.
„Der Tod ist die Pforte zum ewigen Leben.“ – Grabinschrift und gelegentlich auf Todesanzeigen gesichtete Trostworte
Mors sola
„Der Tod allein“ – Gemeint ist: Der Tod allein kann uns trennen.
Mors ultima linea rerum est.
„Der Tod steht am Ende aller Dinge.“ – Horaz, Epistulae 1,16,79
Siehe auch Mors omnia solvit …

## Morti
Morti natus es.
„Um zu sterben, bist du geboren.“ – Seneca, De tranquillitate animi 1,14

## Mortua/Mortui

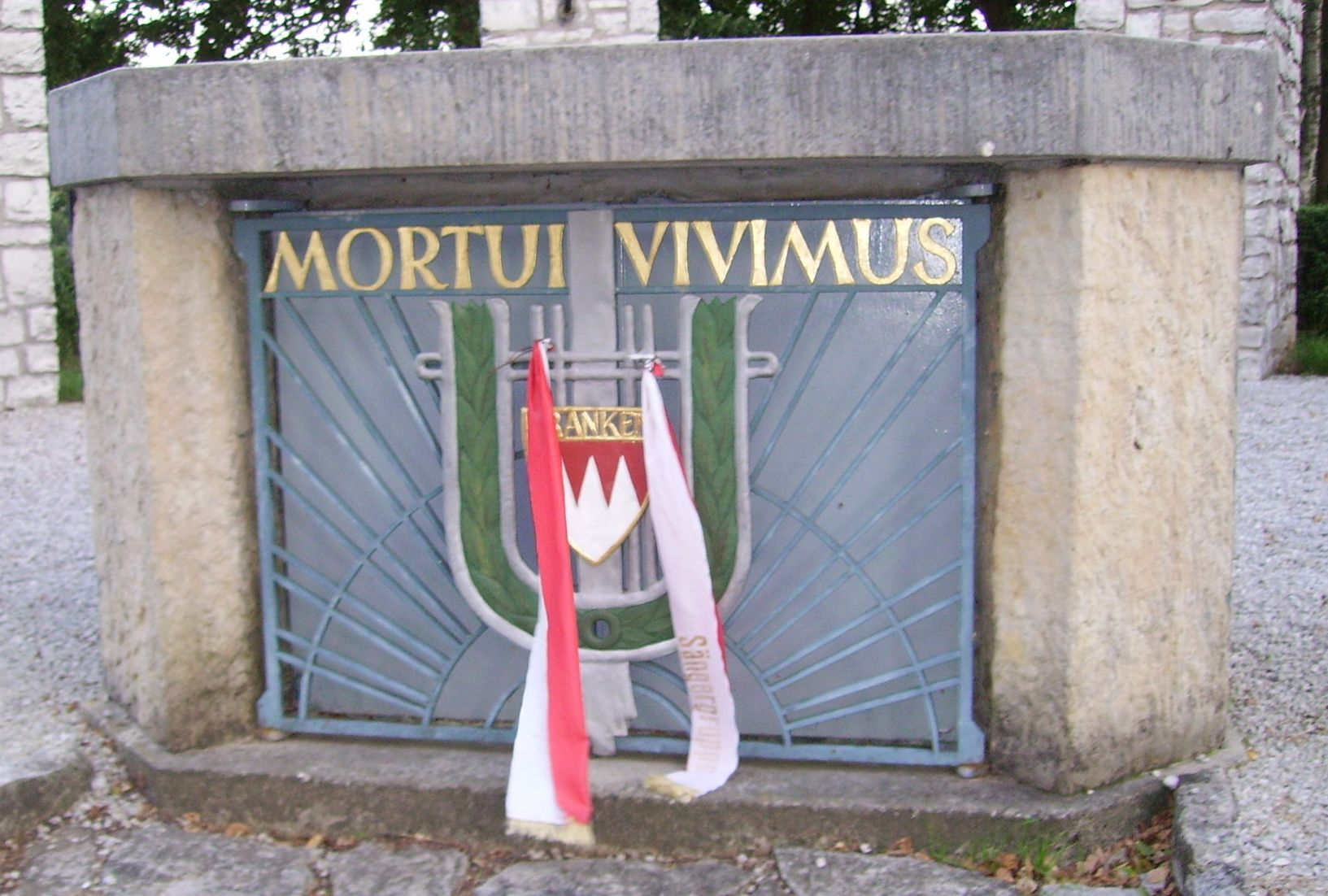
Inschrift am Sängerehrenmal Melkendorf

Mortua manus
„tote Hand“ – Variante zu Manus mortua.
Mortui resurgent incorrupti.
„Die Toten stehen unverwest auf.“ – Zitat aus dem 1. Korintherbrief (15,52). In Gregorii Turonensis historiæ heißt es:
„Canit enim tuba, et mortui resurgunt incorrupti, et nos inmutabimur.“
Mortui vivimus.
„(Auch) Als Tote leben wir.“ – Inschrift am Sängerehrenmal Melkendorf, einem Denkmal für die Gefallenen des Fränkischen Sängerbundes in den beiden Weltkriegen
Mortui vivos docent.
„Die Toten lehren die Lebenden.“ – Leitspruch der Pathologen und Rechtsmediziner

## Mos
Mos maiorum
„Sitten der Vorfahren“ – Im alten Rom die Bezeichnung für traditionelle Verhaltensweisen und Gebräuche, die als Grundlage der beispiellosen Erfolgsgeschichte des Aufstiegs Roms zur Weltmacht galten und von all denen, die öffentliche Ämter anstrebten, zu beachten und möglichst getreu einzuhalten waren. Im Lateinischen im Singular („Sitte“, Plural wäre „mores“).
Mos teutonicus
„deutsche Sitte/Art“ – Bezeichnung in mittelalterlichen Dokumenten für ein Verfahren nach deutschem Recht bzw. deutscher Gewohnheit – speziell die getrennte Bestattung „more teutonico“ („auf deutsche Art“), das im Hochmittelalter zeitweise praktizierte Verfahren, Leichname durch Abkochen in Fleischteile und Knochen zu zerlegen.

## Motu
Motu proprio
„Aus eigenem Antrieb“ – Ein Schreiben des Papstes der katholischen Kirche, das ohne förmliches Ansuchen anderer ergangen ist und vom Papst persönlich und nicht von einem seiner Kardinäle, Amtsorganen oder anderen Beratern entsendet wurde.

## Mox
Mox fuge, longe recede, tarde redi.
„Flieh bald, bleib lange fort, kehr langsam zurück!“ – Regel zum Verhalten beim Ausbruch der Pest an einem Ort aus den Relationen Venetianischer Botschafter über Deutschland und Österreich
Mox nox.
„Bald ist es Nacht.“ – Spruch auf Sonnenuhren
Mox tamen ardentis accingar ducere pugnas.
„Aber dann rüst’ ich mich bald, die heißen Schlachten zu singen“ – Andeutung von Vergil in den Georgica (III 46–48), ein Epos (die Aeneis) zu schreiben:
Mox tamen ardentis accingar ducere pugnas

Caesaris et nomen fama tot ferre per annos

Tithoni prima quot abest ab origine Caesar.
Aber dann rüst’ ich mich bald, die heißen Schlachten zu singen

Cäsars, daß sein Name so viele Jahre durchtöne,

Als von Tithonus an bis herab auf Cäsar er zählet.

## Mulier
Mulier amicta sole
„Eine Frau (nur) mit der Sonne bekleidet“ – Stelle in der Offenbarung des Johannes (12,1).
Mulier taceat in ecclesia.
„Das Weib schweige in der Gemeinde.“ – Aus dem 1. Brief des Paulus an die Korinther (14, 34). Auch zitiert als „Mulieres in ecclesia taceant.“ („Frauen sollen in der Kirche schweigen.“) Das griechische Original lautet Αἱ γυναῖκες ἐν ταῖς ἐκκλησίαις σιγάτωσαν. (Lateinisch „Mulieres in ecclesiis taceant.“ Deutsch: „Die Frauen sollen in den Versammlungen schweigen.“)

## Multa/Multae/Multi
Multa docet fames.
„Vieles lehrt der Hunger.“
Multa fidem promissa levant.
„Viele Versprechungen verringern die Glaubwürdigkeit.“ – Horaz, Epistulae 2,2,10 f.
Die Fortsetzung lautet: „…, ubi plenius aequo / laudat, venalis qui volt extrudere merces“ („…, sobald der Verkäufer die Waren, die er losschlagen will, allzu wortreich anpreist.“)

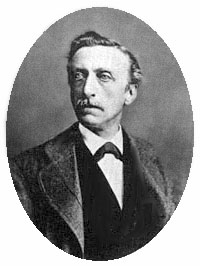
Eduard Douwes Dekker alias Multatuli

Multa tulit fecitque puer, sudavit et alsit.
„Viel hat er als Knabe erlitten und getan, hat geschwitzt und gefroren.“ – Horaz, Ars poetica 413.
Ausgehend von diesem Zitat wählte sich der niederländische Dichter Eduard Douwes Dekker (1820–1887) das Pseudonym „Multatuli“ („Multa tuli“ – „Ich habe viel ertragen“). Unter diesem Pseudonym veröffentlichte er Bücher, die sich kritisch mit der Kolonialpolitik auseinandersetzten. Er verwendete diesen Decknamen, da er infolge seiner sehr kritischen Schilderungen der Verhältnisse in den niederländischen Kolonien Repressalien fürchtete.
Multae sunt causae bibendi.
„Es gibt viele Gründe zu trinken.“
Multi adorantur in ara, qui cremantur in igne.
„Viele werden auf dem Altar angebetet, die im Feuer brennen.“ – Aus den Schriften des Kirchenlehrers Augustinus
Multi sunt vocati, pauci electi.
„Viele sind berufen, wenige ausgewählt.“ – Matthäus

## Multitudo
Multitudo errantium non parit errori patrocinium.
„Eine Menge von Irrenden gibt dem Irrtum keine Berechtigung.“ – Vergleiche die sarkastische Aufforderung „Esst Scheiße! Eine Million Fliegen können nicht irren.“

## Multum
Multum in parvo
„Viel in wenig“ – Lateinische Redewendungen enthalten oft „multum in parvo“, weil sie in wenigen Worten viel ausdrücken.
Multum, non multa.
„Viel, nicht Vielerlei.“
Plinius der Jüngere, Epistulae 7,9,15. Dort der volle Wortlaut des Satzes:
„Aiunt multum legendum esse, non multa.“ („Es heißt, man solle viel lesen, nicht Vielerlei.“)
Variante: Non multa, sed multum

## Mundus
Mundus titulis titillatur.
„Die Welt wird mit Titeln gekitzelt.“
Mundus vult decipi, ergo decipiatur.
„Die Welt will betrogen sein, darum sei sie betrogen.“ – Der Spruch ist eine Anwendung des römischen Rechtssatzes Qui vult decipi, decipiatur. (Wer betrogen werden will, mag ruhig betrogen werden.)
Die lateinische Version ohne den Nachsatz – „Mundus vult decipi“ – ist eine Übersetzung des deutschen Spruchs aus Sebastian Brants „Narrenschiff“. Nach Sebastian Franck auch oft: „Mundus vult decipi, darum bin ich hier“.

## Musis
Musis et mulis
„Den Musen und den Maultieren“ – Berliner Sprachwitz: imaginäre Inschrift als Widmung für den Marstall Unter den Linden, in dem sich neben Stallungen auch die Preußische Akademie der Künste befand.

## Mutatio
Mutatio rerum
„Veränderung der Dinge“ – Populäre Wendung, die durch das Studentenlied O alte Burschenherrlichkeit bekannt ist, in dem sie im Refrain vorkommt:
O alte Burschenherrlichkeit,

Wohin bist du entschwunden,

Nie kehrst du wieder goldne Zeit,

So froh und ungebunden!

Vergebens spähe ich umher,

Ich finde deine Spur nicht mehr.

O jerum, o quae mutatio rerum!

## Mutatis/Mutato
Mutatis mutandis
„Nach Änderung des zu Ändernden“ – Mit den entsprechenden/nötigen Abänderungen. Beispiel aus dem Rechtswesen:
„Die Auslegungsregeln der … sind nur mutatis mutandis anzuwenden.“
Mutato nomine de te fabula narratur.
„Mit verändertem Namen erzählt die Fabel von dir.“ – „Die Rede ist von dir.“
Horaz, Sermones 1,1,69 f.

## Mutuum
Mutuum muli scabunt.
„Die Maultiere reiben einander auf Gegenseitigkeit.“ – Lateinisches Sprichwort (z. B. bei Ausonius) über gegenseitige Lobesbezeigungen und Komplimente.